# HD 213240
HD 213240 ist ein Stern mit einem Planetensystem, der sich in ca. 40,75 Parsec Entfernung vom Sonnensystem befindet. Der Stern hat mindestens einen Planeten.

## Der Stern
Der Stern hat etwa die 1,22-fache der Masse unserer Sonne. Seine scheinbare Helligkeit ist 6,81 mag, seine Spektralklasse G4 IV.
Die Entdeckung des Exoplaneten wurde am 3. April 2001 bekannt gegeben.

## Der Planet
Der Exoplanet wurde HD 213240 b benannt und durch Messung der Radialgeschwindigkeit des Zentralsterns entdeckt. Der Planet hat mindestens die 4,5-fache Jupitermasse. Für einen Umlauf um seinen Stern benötigt der Planet 951 ± 42 Tage.